# Göten
Göten är en bebyggelse vid sjön Roxens norra strand i Vånga socken i Norrköpings kommun. Från 2015 avgränsar SCB här en småort.
Bebyggelsen består av fritidshus med cirka 140 tomter. De flesta stugorna från 70-talet och tidigt 80-tal. Kuperat område, mestadels blandskog. Fyra vägar i området: Brantebråttvägen, Götuddevägen, Lövviksvägen och Platåvägen.